# Estación de Tolosa
Estación de Tolosa vasútállomás Spanyolországban, Tolosa településen.

## Vasútvonalak
Az állomást az alábbi vasútvonalak érintik:
- Madrid-Hendaya-vasútvonal

## Kapcsolódó állomások
A vasútállomáshoz az alábbi állomások vannak a legközelebb:
- Alegría de Orio train station (Station Of Brinkola-Oñati, C-1 line)